# Communauté de communes du Bernavillois
La communauté de communes du Bernavillois est une ancienne communauté de communes française, située dans le département  de la Somme et la région administrative Hauts-de-France.
Elle a fusionné avec ses voisines pour former, le 1er janvier 2017, la communauté de communes du Territoire Nord Picardie.

## Historique
La communauté de communes, qui succède au SIVOM du Bernavillois, a été créée par un arrêté préfectoral du 28 décembre 1999. Elle regroupe 21 communes de l'ex-canton de Bernaville, ainsi que Berneuil, Bonneville et Fieffes-Montrelet de l'ex-canton de Domart-en-Ponthieu, et Conteville, Domléger-Longvillers et Hiermont de l'ex-canton de Crécy-en-Ponthieu.
Le 1er janvier 2009, la commune de Conteville se retire de la Communauté de communes Authie-Maye pour adhérer la structure.
Dans le cadre des dispositions de la loi portant nouvelle organisation territoriale de la République du 7 août 2015, qui prévoit que les établissements publics de coopération intercommunale (EPCI) à fiscalité propre doivent avoir un minimum de 15 000 habitants, la préfète de la Somme propose en octobre 2015 un projet de nouveau schéma départemental de coopération intercommunale (SDCI) qui prévoit la réduction de 28 à 16 du nombre des intercommunalités à fiscalité propre du Département. 
Ce projet prévoit la « fusion des communautés de communes du Bernavillois, du Doullennais et de Bocage Hallue », le nouvel ensemble de 34 661 habitants regroupant 70 communes. À la suite de l'avis favorable du Doullennais, du Bernavillois, de l'avis défavorable de Bocage-Hallue (dont une partie des communes souhaitait rejoindre la communauté d'agglomération Amiens Métropole), puis de l'avis favorable de la commission départementale de coopération intercommunale en mars 2016, la préfecture sollicite l'avis formel des conseils municipaux et communautaires concernés en vue de la mise en œuvre de la fusion le 1er janvier 2017.
L'arrêté préfectoral du 5 octobre 2016 créant la communauté de communes du Territoire Nord Picardie a pris effet le 1er janvier 2017.

## Territoire communautaire

### Géographie
La communauté gérait un territoire rural, en légère croissance démographique situé entre Ponthieu et Amiénois, vallées de la Nièvre et de l’Authie.

## Composition
Cette communauté de communes est composée des 25 communes suivantes :
| Nom                    | Code Insee | Gentilé                | Superficie (km2) | Population (dernière pop. légale) | Densité (hab./km2) |
| ---------------------- | ---------- | ---------------------- | ---------------- | --------------------------------- | ------------------ |
| Bernaville (siège)     | 80086      | Bernavillois           | 17,34            | 1 097 (2014)                      | 63                 |
| Agenville              | 80005      | Agenvillois            | 3,30             | 103 (2014)                        | 31                 |
| Autheux                | 80042      | Autheusiens            | 8,27             | 133 (2014)                        | 16                 |
| Béalcourt              | 80060      | Béalcourtois           | 3,61             | 102 (2014)                        | 28                 |
| Beaumetz               | 80068      | Beaumessins            | 6,16             | 238 (2014)                        | 39                 |
| Bernâtre               | 80085      | Bernâtrois             | 4,59             | 30 (2014)                         | 6,5                |
| Berneuil               | 80089      | Berneuillois           | 5,51             | 261 (2014)                        | 47                 |
| Boisbergues            | 80108      | Boisbergeois           | 4,31             | 84 (2014)                         | 19                 |
| Bonneville             | 80113      | Bonnevillois           | 10,20            | 332 (2014)                        | 33                 |
| Candas                 | 80168      | Candassiens            | 17,27            | 1 086 (2014)                      | 63                 |
| Domesmont              | 80243      |                        | 1,94             | 51 (2014)                         | 26                 |
| Domléger-Longvillers   | 80245      | Domlégeois             | 8,91             | 277 (2014)                        | 31                 |
| Épécamps               | 80270      |                        | 1,60             | 5 (2014)                          | 3,1                |
| Fieffes-Montrelet      | 80566      | Fieffois-Montrelettois | 9,68             | 325 (2014)                        | 34                 |
| Fienvillers            | 80310      | Fienvillois            | 11,69            | 671 (2014)                        | 57                 |
| Frohen-sur-Authie      | 80369      | Frohennais             | 7,08             | 232 (2014)                        | 33                 |
| Gorges                 | 80381      |                        | 4,87             | 42 (2014)                         | 8,6                |
| Heuzecourt             | 80439      | Heuzecourtois          | 7,20             | 172 (2014)                        | 24                 |
| Hiermont               | 80440      | Hiermontois            | 5,01             | 144 (2014)                        | 29                 |
| Le Meillard            | 80526      |                        | 6,93             | 151 (2014)                        | 22                 |
| Maizicourt             | 80503      | Maizicourtois          | 5,80             | 188 (2014)                        | 32                 |
| Mézerolles             | 80544      | Mézerollois            | 6,44             | 191 (2014)                        | 30                 |
| Montigny-les-Jongleurs | 80563      | Montignois             | 5,00             | 92 (2014)                         | 18                 |
| Prouville              | 80642      | Prouvillois            | 8,81             | 289 (2014)                        | 33                 |
| Saint-Acheul           | 80697      | Saint-Acheulois        | 3,04             | 27 (2014)                         | 8,9                |
| Conteville             | 80208      | Contevillois           | 6,46             | 199 (2014)                        | 31                 |

### Démographie
| 1968  | 1975  | 1982  | 1990  | 1999  | 2009  | 2014  |
| ----- | ----- | ----- | ----- | ----- | ----- | ----- |
| 6 373 | 6 117 | 5 732 | 5 574 | 5 760 | 6 348 | 6 522 |

## Organisation

### Siège
Le siège de l'intercommunalité était en mairie de Bernaville, 16, rue du Général Jean Crépin.

### Élus
La communauté de communes était administrée par son Conseil communautaire, composé de 45 conseillers municipaux représentant chacune des communes membres, sensiblement en fonction de leur population. Pour la mandature 2014-2020, cette représentation est la suivante :
 
- 5 délégués pour Beaumetz, Berneuil, Bernaville et Candas ;

- 3 délégués pour Fienvillers ;

- 2 délégués pour Bonneville, Conteville, Domléger-Longvilliers, Fieffes-Montrelet, Frohen-sur-Authie, Mézerolles et Prouville ;

- 1 délégué pour les autres villages.
Le conseil communautaire du 22 avril 2014 a réélu son président, Laurent Somon, alors maire de Bernaville, et désigné ses 4 vice-présidents, qui étaient : 
1. Jean-Michel Magnier, maire de Beaumetz, chargé de l'éducation et de la jeunesse ;
2. Jean-Pierre Mercier, chargé de la voirie et des bâtiments communautaires ;
3. Évelyne Singlard, chargée de la culture et de la communication ;
4. Daniel Potriquier, maire de Bonneville, chargé de l'environnement, l'urbanisme, SPANC, ordures ménagères.

Le bureau communautaire pour la mandature 2014-2016 était constitué du président, des vice-présidents, d'un conseiller délégué, Marie-France Carpentier (maire de Montigny-les-Jongleurs), et d'autres membres, qui sont Alain Roussel (maire de Fienvillers), Bernard Dufétel (maire de Prouville), Dany Petit (maire d'Agenville), Dominique Hersin (maire de Candas), Francis Flahaut (maire de Berneuil), Gérard Blondel (maire de Heuzecourt), Jean-Pierre Fernet (maire de Mézerolles), Jean-Pierre Ossart (maire de Boisbergues), Jocelyne Lombard.

### Liste des présidents
| Période | Période       | Identité      | Étiquette | Qualité |
| ------- | ------------- | ------------- | --------- | --- |
| 2000    | 2008          | Jean Legras   |           | Maire de Bernâtre (1977 → 2010) |
| 2008    | décembre 2016 | Laurent Somon | UMP → LR  | Vétérinaire Maire de Bernaville (2001 → 2015) Conseiller général de Bernaville (2001 → 2015) Conseiller général de Doullens (2015 → ) Président du Conseil départemental de la Somme (2015 → ) Président de la CC du Territoire Nord Picardie (2017 → ) |

### Compétences
L'intercommunalité exerçait les compétences qui lui avaient été transférées par les communes membres, dans les conditions fixées par le code général des collectivités territoriales. Il s'agissait de :
- Aménagement de l’espace ;
- Développement économique ;
- Protection, mise en valeur de l’environnement ;
- Voirie intercommunale ;
- Scolaire : écoles maternelles, primaires, second degré ;
- Développement éducatif culturel, sportif ;
- Plan Local d’Urbanisme Intercommunal (PLUI) ;
- Service Public d’Assainissement Non Collectif (SPANC) ;
- Services à la population, auxiliaires de vie, repas à domicile, télé-assistance ;
- Logement ;
- Services publics : gendarmerie, trésor public[10].

### Régime fiscal et budget
La Communauté de communes était un établissement public de coopération intercommunale à fiscalité propre.
Afin d'assurer ses compétences, la communauté de communes percevait une fiscalité additionnelle aux impôts locaux des communes, sans fiscalité professionnelle de zone et sans fiscalité professionnelle sur les éoliennes.